# Лхоронг
30°44′36″ пн. ш. 95°49′26″ сх. д. / 30.74326° пн. ш. 95.82389° сх. д.
Лхоронг (кит. 洛隆县, пін. Luòlóng Xiàn, трансліт. Lhorong) — один із повітів КНР у складі префектури Чамдо, Тибетський автономний район. Адміністративний центр — містечко Цзіто.

## Географія
Лхоронг лежить у межах Тибетського плато (регіон Кхам) у долині річки Салуїн. Середня висота повіту над рівнем моря становить близько 3700 метрів. 

### Клімат
Повіт лежить у зоні висотної поясності: одні його частини характеризуються океанічним кліматом субтропічних нагір'їв, тоді як інші — кліматом арктичних пустель. Найтепліший місяць — липень із середньою температурою 14,7 °C. Найхолодніший місяць — січень, із середньою температурою -3,7 °С.
| Клімат повіту Лхоронг   | Клімат повіту Лхоронг | Клімат повіту Лхоронг | Клімат повіту Лхоронг | Клімат повіту Лхоронг | Клімат повіту Лхоронг | Клімат повіту Лхоронг | Клімат повіту Лхоронг | Клімат повіту Лхоронг | Клімат повіту Лхоронг | Клімат повіту Лхоронг | Клімат повіту Лхоронг | Клімат повіту Лхоронг | Клімат повіту Лхоронг |
| Показник                | Січ.                  | Лют.                  | Бер.                  | Квіт.                 | Трав.                 | Черв.                 | Лип.                  | Серп.                 | Вер.                  | Жовт.                 | Лист.                 | Груд.                 | Рік                   |
| Середній максимум, °C   | 5,1                   | 6                     | 9,2                   | 12,9                  | 16,8                  | 20,2                  | 22                    | 21,6                  | 19,4                  | 14,2                  | 9,3                   | 6,3                   | 13,6                  |
| Середня температура, °C | −3,7                  | −1,6                  | 1,9                   | 5,3                   | 9,4                   | 13,2                  | 14,7                  | 13,9                  | 11,7                  | 6,5                   | 0,5                   | −3,3                  | 5,7                   |
| Середній мінімум, °C    | −11,3                 | −8,6                  | −4,5                  | −0,9                  | 3                     | 7,3                   | 8,9                   | 8,2                   | 5,8                   | 0,5                   | −6,5                  | −10,8                 | −0,7                  |
| Норма опадів, мм        | 1.7                   | 5.3                   | 15                    | 28.1                  | 41.9                  | 66.9                  | 77.8                  | 76.6                  | 63.2                  | 35.9                  | 7.5                   | 2.2                   | 422.1                 |
| Вологість повітря, %    | 45                    | 46                    | 50                    | 53                    | 53                    | 59                    | 62                    | 64                    | 62                    | 58                    | 51                    | 46                    | 54.1                  |
| ----------------------- | --------------------- | --------------------- | --------------------- | --------------------- | --------------------- | --------------------- | --------------------- | --------------------- | --------------------- | --------------------- | --------------------- | --------------------- | --------------------- |
| Джерело: data.cma.cn    |                       |                       |                       |                       |                       |                       |                       |                       |                       |                       |                       |                       |                       |